# آنا اوبرتس
آنا اوبرتس (لهستانی: Anna Oberc؛ زادهٔ ۷ اوت ۱۹۷۹) بازیگر اهل لهستان است.
از فیلم‌هایی که وی در آن‌ها نقش داشته‌است، می‌توان به قواعد بازی، خودِ زندگی، مایکا، خراش، در خوشی و سختی، رنگ‌های خوشبختی، در خیابان سپولنی، مجرد، ع چون عشق، ۳۹ و نیم، سکسیفای و صد سال خاندان وینیخ اشاره نمود.